# Карл Емануил I Савойски
Вижте пояснителната страница за други личности с името Карл Емануил.
Карл Емануил I Савойски Велики (на италиански: Carlo Emanuele I di Savoia, detto il Grande; * 12 януари 1562, Замък в Риволи, Савойско херцогство; † 26 юни 1630, Савиляно, Савойско херцогство) е 11-и херцог на Савоя от 1580 г. до смъртта си, маркграф на Салуцо (от 1588 г. до смъртта си), принц на Пиемонт, граф на Аоста, на Мориен и на Ница, крал на Кипър, Йерусалим и Армения, хранител на Пресветата плащеница.
Наречен от своите поданици „Огнената глава“ (на италиански: Testa di fuoco) поради изявените си военни способности, той е един от най-способните и културни принцове в историята на Савойската династия. Амбициозен и самоуверен, благодарение на отличното състояние на херцогството, предадено му от баща му, Карл Емануил I се опитва да разшири териториално властта си. Способства за въвличането на Савойското херцогство в много войни. Дълги години се бори с Кралство Франция за Маркграфство Салуцо (1588 – 1601) и през 1601 г. се добива до признанието на Анри IV за своята власт над тези владения за сметка на преотстъпване на редица свои територии между Бургундия и Дофине (Брес, Бюже, Жекс).

## Произход
Той е единственото дете на Емануил Филиберт Савойски „Желязната глава“ (* 1528, † 1580), херцог на Савоя, и на съпругата му Маргарита дьо Валоа (* 1523, † 1574), херцогиня дьо Бери, сестра на френския крал Анри II. Негови дядо и баба по бащина линия са Карл III Савойски „Добрият“, херцог на Савоя, принц на Пиемонт, граф на Аоста, на Мориен, на Ница и на Асти, титулярен крал на Йерусалим, Кипър и Армения, и инфанта доня Мария Беатрис Португалска, а по майчина – френският крал Франсоа I и Клод Френска. Има трима природени братя и пет природени сестри от извънбрачни връзки на баща си.

## Биография

### Детство
Карл Емануил е с крехко телосложение, с леко извити рамене, деликатни черти и блед тен. От дете обаче баща му го привиква към всякакви физически упражнения и спортове, което го прави изкусен рицар и непобедим майстор на меча.

### Брак
През 1585 г. се жени за инфанта Катерина-Микаела Испанска, дъщеря на краля на Испания Филип II и на френската принцеса Елизабет дьо Валоа. Булката е дребничка, безкръвна, болнава, с белязана от шарка лице 17-годишна девойка. За нея същата година той построява резиденцията на замъка Мирафиори между днешните торински паркове Сангоне и Мирафиори, разрушена през XIX век. Тя му ражда десет деца.

### Война за завладяване на Маркграфство Салуцо
През есента на 1588 г.,Виктор Емануил I,   възползвайки се от религиозните войни във Франция, чийто крал е първият му братовчед Анри III, окупира Маркграфство Салуцо, която е под закрилата на Франция. Новият крал на Франция Анри IV му нарежда да върне територията на френската корона, но Карл Емануил I отказва: това е началото на война. По-голямата част от боевете се водят в Горна Вал ди Суза и във Вал Кизоне: французите са командвани от Франсоа дьо Бон дьо Лесдигиер, известен като „Лисицата от Дофине“. Войната се развива с възходи и падения, докато приключва с Вервенския мир на 2 май 1598 г., който отлага спора за маркграфството до последващо споразумение.
Карл Емануил I възобновява контактите си с Испания, а Анри IV побеснява и заплашва да поднови военните действия. Папа Климент VIII също се намесва като арбитър, но през юли 1600 г. избухва Френско-савойската война. Тя завършва, благодарение и на папското посредничество на кардинал Пиетро Алдобрандини, с Договора от Лион от 17 януари 1601 г. Териториалното завладяване е признато от Анри IV на Карл Емануил I в замяна на Брес и на други териториални отстъпки отвъд Алпите. Бартерът препотвърждава италианското призвание на Савойците и свързва съдбите на семейството с тези на полуострова. Карл Емануил I отбелязва в мемоарите си: „Много по-добре е да имаме една единствена държава, обединена, както е тази от тази страна на планината, отколкото две, и двете несигурни“.

### Отношения между Франция и Испания
В Савойското херцогство са възобновени преследванията на протестантите. Разтревожен от възможно сближаване между Кралство Франция и Кралство Испания, Карл Емануил I се сближава с французите. Испания също се опитва да върне Савойското херцогство в своята орбита. След дълги преговори между Карл Емануил I и посланиците на крал Анри IV на 25 април 1610 г. е сключен Договорът от Брудзоло. Той е подписан в замъка Брудзоло във Вал ди Суза, по средата между Торино и древната граница между Дофине и Пиемонт, и предвижда тесен съюза между Савойското херцогство и Кралство Франция с антииспанска насоченост: една победа в евентуална война срещу Испания би донесла Миланското херцогство на Савойците; предвиден е и бракът на наследника на Карл Емануил I, Виктор Амадей, с Елизабета, дъщеря на Анри IV. Но убийството на Анри IV на 14 май 1610 г. отново поставя всичко под въпрос. Вдовицата му Мария де Медичи, която е регентка от името на непълнолетния дофин (бъдещият Луи XIII), отказва да признае Договора от Брудзоло. Така Карл Емануил I се оказва изолиран и на милостта на Испания. Тогава кралят на Испания Фелипе III поисква публично извинение от херцога по време на унизителна церемония: синът на савойския херцог, Емануил Филиберт, трябва да отиде в Мадрид, където на 10 ноември 1610 г. коленичи пред испанския крал и прочита молбата за прошка.

### Война за Мантуанското наследство
Внезапната смърт на зетя на Карл Емануил I, Франческо IV Гонзага, в края на 1612 г. отново разстройва ситуацията: Франческо има дъщеря Мария и син Лудовико от Маргарита Савойска, който обаче умира малко преди него. Франческо е наследен от брат си Фердинандо, който се отказва от кардиналския пост заради херцогството. Карл Емануил I не приема това, твърдейки, че иска да защити правата на своята племенница Мария и прилагането на брачните споразумения на дъщеря си, уговорени по време на брака, с Винченцо Гонзага, бащата на Франческо и Фердинандо Гонзага. Той вдига оръжие, окупирайки през април 1613 г. Трино, Монкалво и Алба. Другите сили също се надигат, има различни обрати на фронта (крал Луи XIII също изпраща армия през 1617 г. под командването на Лесдигиер, за да помогне на херцогството за успешното повторно завладяване на Алба, окупирана от испанците). Въпреки Мирния договор от Павия от 1617 г., който предвижда Монферат да остане в ръцете на херцозите на Мантуа, докато загубените по време на войната местности да бъдат върнати на Карл Емануил I, битката се проточва до 1618 г., без да се направи нищо.

### Война за Монфератското наследство
Войната за Мантуанското наследството поставя под въпрос отношенията между Испания и Франция и войната се подновява. Френският крал Луи XIII идва на власт и възобновява политиката на баща си. Сестра му Мария Кристина Бурбон-Френска се омъжва за бъдещия херцог на Савоя Виктор Амадей през 1619 г. След смъртта през декември 1627 г. на Винченцо II Гонзага, последен херцог на Мантуа по права линия, Франция подкрепя правото на Карл I Гонзага-Невер и Ретел, потомък на клон на Гонзага, установил се в Невер, Франция от известно време, на суверенитет над Херцогство Мантуа. Франция окупира Мантуа и укрепва отбраната на град Казале, който е обсаден от испанците. Тогава Карл Еманул I се съюзява с Испаня, а кардинал Ришельо се опитва безуспешно да го върне обратно във Франция. През пролетта на 1629 г. френската армия слиза в Пиемонт, атакува и завладява Суза. С Договора от Суза на 11 март 1629 г. Карл Емануил I напуска съюза с Испания и отново става съюзник на Франция, която поддържа военен гарнизон в Суза и се задължава да защитават Савойското херцогство от испанските ответни действия. Савойското херцогство ще получи Алба и Монкалво за сметка на испанците.
Испания е принудена да вдигне обсадата на Казале. Филип IV от Испания не приема ситуацията: испанската армия под командването на Амброджо Спинола акостира в Генуа, докато друга се спуска в Комо под командването на Графа на Колалто. Тези исторически събития са разказани от Алесандро Манцони в романа му „Годениците“ (гл. XII и XVIII). Карл Емануил I се обявява за неутрален, като по този начин не се харесва на французите. В началото на 1630 г. френската армия отново пресича Алпите, за да принуди херцога да спази Договора от Суза. Французите окупират Пинероло и атакуват Авиляна. Малко след това друга френска армия пресича Алпите и се присъединява към предишната. В Долна Вал ди Суза херцогската армия, в която се бие и Виктор Амадей I, е победена.

### Втори брак
Вдовецът Карл Емануил I се жени повторно и тайно в Рива пресо Киери на 28 ноември 1629 г. за официалната си дългогодишна метреса Мария Маргарита дьо Русийон, маркиза на Рива пресо Киери, дъщеря на Габриел дьо Русийон, господар на Шатлар, и на и Лаура ди Салуцо от господарите на Монтеросо. От нея той вече има четири деца, които са легитимирани след брака, но без право на унаследяване.

### Смърт
На 26 юли 1630 г. 68-годишният Карл Емануил I, обхванат от жестока треска, умира в Палацо Кравета в Савиляно. Наследен е от сина си Виктор Амадей, който става херцог на Савоя с името Виктор Амадей I. Първоначално е погребан в църквата „Сан Доменико“ в Савиляно, след което тялото му е прехвърлено в светилището на Викофорте близо до Мондови, което той иска и финансира. Сегашната гробница е създадена от мрамор от братята скулптори Иняцио и Филипо Колино през 1792 г. и се намира в параклиса на Свети Бернардин в светилището.
Карл Емануил I има дълбоко приятелство с Челсо Адорно, варнавитски отец, който е негов изповедник и духовен отец.

## Брак и потомство
∞ 11 март 1585 в Сарагоса за инфанта доня Каталина-Микаела Хабсбург-Испанска (* 10 октомври 1567, Мадрид; † 6 ноември 1597, Торино), дъщеря на испанския крал Филип II, от която има пет сина и пет дъщери:
- Филип Емануил Савойски (* 3 април 1586, † 9 февруари 1605)
- Виктор Амадей I Савойски (* 8 май 1587, Торино; † 7 октомври 1637, Верчели), 12-и херцог на Савоя; ∞ 10 февруари 1619 г. в Лувъра в Париж за принцеса Мария-Кристина Бурбон-Френска (* 10 февруари 1606, Париж; † 27 декември 1663, Торино), трета дъщеря на френския крал Анри IV и на втората му съпруга Мария де Медичи, от която има трима сина и четири дъщери
- Емануил Филиберт Савойски (* 16 април 1588, Торино; † 4 август 1624, Палермо), абат на Сакра ди Сан Микеле, велик приор на Кастилия и Леон, испански адмирал, вицекрал на Сицилия (1622 – 1624), неженен и бездетен
- Маргарита Савойска (* 28 април 1589, Торино; † 26 юни 1655, Миранда де Ебро); ∞ 22 февруари 1608 в Торино за Франческо IV Гондзага, бъдещ херцог на Мантуа и на Монферат, от когото има един син и две дъщери
- Изабела Савойска (* 2 март 1591, Торино; † 22 август 1626, Модена), ∞ 22 февруари 1608 в Торино за Алфонсо III д’Есте, бъдещ херцог на Модена и Реджо, от когото има девет сина и пет дъщери
- Маврикий Савойски (* 10 януари 1593, Торино; † 4 октомври 1627, Торино), кардинал (1607 – 1642), принц на Онеля; ∞ 21 септември 1642 в Ница за племенницата си Лудовика Кристина Савойска, от която няма деца
- Мария Аполония Савойска (* 8 февруари 1594, Торино; † 13 юли 1656, Рим), 4 октомври 1629 влиза в Третия францискански орден, после монахиня в Рим
- Франциска Катерина Савойска (* 5 октомври 1595, Торино; † 20 октомври 1640, Биела), 4 октомври 1629 влиза в Третия францискански орден, после монахиня в Биела
- Томас Франциск Савойски (* 21 декември 1596, Торино; † 22 януари 1656, Торино), главнокомандващ, принц на Кариняно, маркиз на Салусола, маркиз на Боск и Шатлар, маркиз на Ракониджи и на Вилафранка, граф на Соасон (1641 – 1656), велик магистър на Франция; ∞ 14 април 1625 в Париж за Мария Бурбон-Соасон, дъщеря на Шарл Бурбон, граф на Соасон, от която има петима сина и две дъщери
- Йоанна Савойска (* / † 6 ноември 1597), майка ѝ умира след раждането ѝ

- Децата на Карл Емануил I
- херцог Виктор Амадей I
- вицекрал Емануил Филиберт
- херцогиня Маргарита
- принцеса Изабела
- принц кардинал Маврикий
- принцеса Мария Аполония
- принцеса Франциска Катерина
- принц Томас Франциск

Има единадесет извънбрачни деца:
От Луиза дьо Дюин, дъщеря на Жан-Мари дьо Дюин, нар. Марешал, барон на Вал д'Изер, и на Гаспард дьо Кюин, има един син:
- Емануил Савойски (* ок. 1600, † 9 октомври 1652), маркиз на Андорно и Вале 1621, губернатор на Асти и на Биела, рицар на Ордена на Св. св. Маврикий и Лазар

От Арджентина Прована, дъщеря на Джовани Франческо Прована, граф на Бусолено и на Коленьо, и на Анна Мария Грималди, има един син:
- Феликс Савойски (* 1604, † 18 декември 1643), маркиз на Балдисеро д'Алба, господар на Фариляно, Сесанта, и Сомарива дел Боско (1629), рицар на Малтийския орден, бие се в Средиземно море, губернатор на Графство Ница (1627 – 1632), участва в гражданската война между Кристина Бурбон-Френска, вдовица на природения му брат Виктор Амадей I, и нейните шуреи Томас Франциск и Маврикий Савойски, заемайки страната на херцогинята.

От Мария Маргарита дьо Русийон (* 24 декември 1599 (кръстена), † 10 ноември 1640), маркиза на Рива ди Киери, дъщеря на Габриел дьо Русийон, господар на Шатлар, и на Лаура от Салуцо от господарите на Монтеросо, има трима сина и една дъщеря:
- Маврикий Савойски († кр. на октомври 1645), маркиз на Рива от 1640
- Гавраил Савойски (* 1620, † 2 юни 1695), генерал на кавалерията на Савойската армия, маркиз на Рива от 1645
- Антон Савойски († 24 февруари 1688), абат-комендатор на четири абатства: Сакра ди Сан Микеле (1642), Санта Мария д'Олп в Сен Жан д'Олп (1645), Откомб (1653), Фрутуария в Сан Бениньо (1660) и Казануова (1687), генерален наместник на Графство Ница (1672).
- Маргарита Савойска († 5 септември 1659), господарка на Дронеро, Рокабруна и Сан Джулиано; ∞ 1645 за Филипо Франческо д'Есте, маркиз на Сан Мартино ин Рио, син на Сиджизмондо д'Есте, маркиз на Ланцо и Боргоманеро, и на Фрасоаз д'Отел; Маргарита и Филипо са прародители на Мария Тереза Чибо-Маласпина. Чрез нея Карл Емануил I е прародител и на известния Камило Бенсо, граф на Кавур.

На 28 ноември 1629 г. херцогът се жени тайно за Мария Маргарита, като децата му от нея са легитимирани след брака, но без право на унаследяване.
От Вирджиния Палавичини има трима сина:
- Карл Хумберт Савойски (* 1601, † 15 януари 1663, Биела), маркиз на Мулацано с Гонцоле; ∞ 1645 за Клаудия Фереро-Фиески, дъщеря на Франческо Филиберто Фереро-Фиески, маркиз от окт. 1584 и принц от август 1598 на Масерано и Кревакуоре, и на съпругата му Франсоаз дьо Грийе
- Силвий Савойски († 1645), абат-комендатор на Санта Мария на Антремон (1631), Сан Лоренцо фуори ле Мура на Ивреа (1642), губернатор на Ивреа (1641)
- Витихинд Савойски († 4 април 1668), свещеник

От Анна Фелицита Кузани има един син:
- Лудовико Кузани († 23 април 1684, Лион), рицар на Ордена на Св. св. Маврикий и Лазар, има три извънбрачни деца

От неизвестна жена има една дъщеря:
- Анна Катерина Меравиля († 1660)

### Други
- ((en)) Marek, Miroslav. GENEALOGY.EU. Genealogy. EU.
- ((en)) CHARLES EMMANUEL de Savoie, на MedLands
- ((en)) Charles Emmanuel I, в Enciclopedia Britannica
- ((it)) Carlo Emanuèle I duca di Savoia, на Treccani.it – Enciclopedie on line, Istituto dell'Enciclopedia Italiana
- ((it)) Carlo Emanuele I, в Dizionario di storia, Istituto dell'Enciclopedia Italiana, 2010
- ((es)) Carlo Emanuele I di Savoia, в Diccionario biográfico español, Real Academia de la Historia